# Pitone di Eno
Pitone di Eno (in greco antico: Πύθων Αἴνιος?; IV secolo a.C. – IV secolo a.C.) è stato un filosofo greco antico, già discepolo di Platone.

## Biografia
Intorno al 360 a.C., assieme al fratello Eraclide assassinò Cotys I, il re di Tracia.
Basandosi su quanto contenuto nell'orazione di Demostene Contro Aristocrate, Pitone di Eneo sarebbe stato identificato con Pitone di Bisanzio, uno statista greco. Tuttavia, è altamente improbabile che entrambi i nomi possano essere attribuiti alla stessa persona.